# Aromitalia 3T Vaiano
El Aromitalia 3T Vaiano (código UCI: VAI) es un equipo ciclista femenino italiano de categoría UCI Women's Continental Team, segunda categoría femenina del ciclismo en ruta a nivel mundial.

## Clasificaciones UCI
Las clasificaciones del equipo y de su ciclista más destacado son las siguientes:
| Temporada | Clasificación por equipos | Mejor corredor | Posición |
| 2016      | 26.º                      | Rasa Leleivytė | 16.ª     |
| 2017      | 25.º                      | Rasa Leleivytė | 50.ª     |

## Palmarés
Para años anteriores véase: Palmarés del Aromitalia 3T Vaiano.

### Palmarés 2025

#### UCI WorldTour Femenino
| Fechas | Carreras | Ganadora |

#### Calendario UCI Femenino
| Fechas | Carreras | Ganadora |

#### Campeonatos nacionales
| Fechas      | Carreras                     | Ganadora      |
| 29 de junio | Campeonato de Grecia en Ruta | Argyro Milaki |

## Plantillas
Para años anteriores, véase Plantillas del Aromitalia 3T Vaiano

### Plantilla 2022
| Integrantes del equipo 2022 | Integrantes del equipo 2022 | Integrantes del equipo 2022                 | Integrantes del equipo 2022 |
| Corredor                    | Fecha de nacimiento         | Equipo previo                               |                             |
| --------------------------- | --------------------------- | ------------------------------------------- | --------------------------- |
| Francesca Balducci          | 1 de mayo de 1996           | Born To Win-G20-Ambedo (2021)               |                             |
| Francesca Baroni            | 4 de noviembre de 1999      | Isolmant-Premac-Vittoria (2021)             |                             |
| Inga Čilvinaitė             | 14 de febrero de 1986       | RusVelo (2014)                              |                             |
| Sofia Collinelli            | 24 de agosto de 2001        |                                             |                             |
| Milena Del Sarto            | 3 de diciembre de 2002      |                                             |                             |
| Carlotta Fondriest          | 2 de enero de 1997          |                                             |                             |
| Rasa Leleivytė              | 22 de julio de 1988         | Safi-Pasta Zara (2010)                      |                             |
| Giulia Marchesini           | 14 de mayo de 1998          |                                             |                             |
| Valentina Scandolara        | 1 de mayo de 1990           | Cogeas-Mettler-Look Pro Cycling Team (2020) |                             |
| Lara Scarselli              | 10 de diciembre de 2002     |                                             |                             |
| Gemma Sernissi              | 6 de marzo de 2000          |                                             |                             |
|                             |                             |                                             |                             |
| Fuente: UCI                 |                             |                                             |                             |